# Сарака
Сарака (англ. Saraca) — род растений из семейства Бобовые (Fabaceae). Род включает около 10 видов, произрастающих на территории Индии, Китая и Малайзии.
Представители рода встречаются в районах с тёплым и влажным климатом, предпочитают влажные питательные почвы.
Крупные цветки жёлтого, оранжевого или красного цветов снабжены длинными и яркими тычинками. Обычно эти растения скрываются в тени других деревьев.
В буддизме считается, что под деревом, называемым Ашока (Saraca asoca), родился Будда.

## Виды
- Saraca asoca (Roxb.) W.J. de Wilde — Ашока
- Saraca celebica W.J.de Wilde
- Saraca declinata Miq.
- Saraca dives Pierre
- Saraca griffithiana Prain
- Saraca hullettii Prain
- Saraca indica L. typus[1] — Сарака индийская
- Saraca monadelpha W.J.de Wilde
- Saraca schmidiana J.E.Vidal
- Saraca thaipingensis Prain
- Saraca tubiflora W.J.de Wilde